# Władysław Kozakiewicz

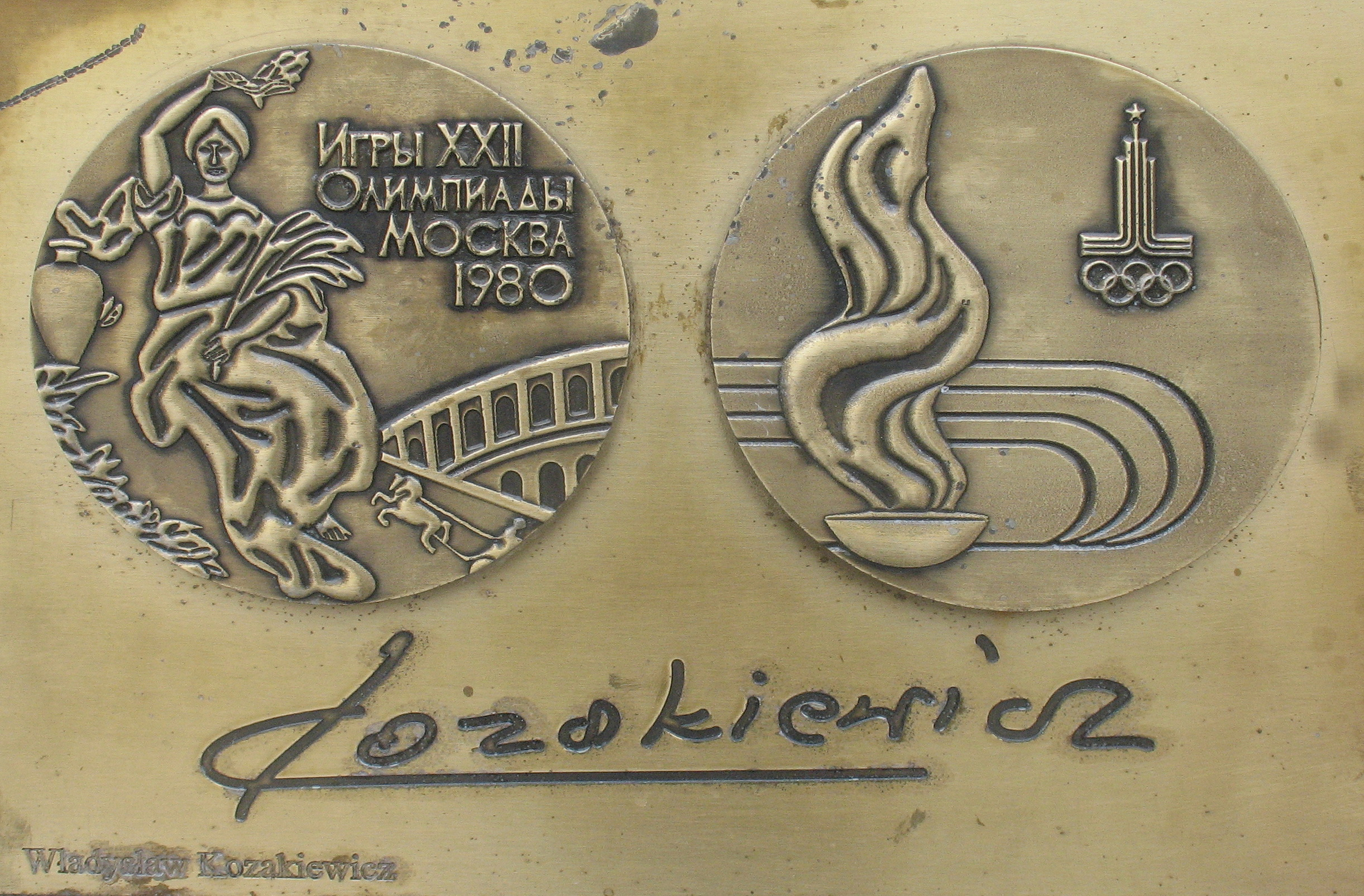
Copie de la médaille et de l’autographe de W. Kazakiewicz sur l’avenue des Stars du Sport à Dziwnów.

Władysław Kozakiewicz (né le 8 décembre 1953 à Šalčininkai, en RSS de Lituanie) est un athlète polonais naturalisé allemand, spécialiste du saut à la perche.
Figurant parmi les meilleurs perchistes des années 1970, il établit deux records du monde et quatre records d'Europe de la discipline entre 1975 et 1980, et se situe par ailleurs au premier rang des meilleurs « performeurs » mondiaux de l'année en 1975, 1977, 1979 et 1980. Il remporte à deux reprises les Championnats d'Europe en salle.
Il est surtout connu pour sa médaille d'or obtenue lors des Jeux olympiques de 1980, et pour le bras d'honneur qu'il adresse au public de Moscou en réponse aux insultes et sifflets du public russe pendant ses sauts, qui avaient pour but de favoriser le perchiste local Konstantin Volkov. Il y bat de surcroît le record du monde avec 5,78 m. Ce bras d'honneur engendre un incident diplomatique affectant les relations entre la Pologne et l'URSS.
Il garde sa médaille d'or, mais est victime ensuite de tracas de la part du pouvoir communiste. Il émigre en 1985 en République fédérale d'Allemagne, où il est trois fois champion national.

## Biographie

### Débuts
Né en Lituanie de parents polonais, ces derniers s’installent à Gdynia en 1956.
Vainqueur de son premier titre national en 1974, il fait ses débuts sur la scène internationale à l'occasion des Championnats d'Europe de 1974, à Rome où il se classe deuxième de l'épreuve avec un saut à 5,35 m, battu au nombre d'essais par le Soviétique Vladimir Kishkun. L'année suivante, le Polonais s'adjuge la médaille de bronze des Championnats d'Europe en salle disputés sur son sol à Katowice, ayant franchi une barre à 5,30 m. Le 20 juin 1975, à Varsovie, Władysław Kozakiewicz établit un nouveau record d'Europe en plein air du saut à la perche en effaçant une barre à 5,60 m. Il améliore de six centimètres l'ancienne meilleure marque continentale du Suédois Kjell Isaksson réalisée lors de la saison 1972.
Champion de Pologne en 1976 avec une barre à 5,50 m, il améliore de deux centimètres son propre record d'Europe le 29 mai à Bydgoszcz avec un saut à 5,62 m. Mais, blessé à la cheville lors des Jeux olympiques de Montréal, il ne peut défendre ses chances en se classant onzième de la finale avec 5,25 m, loin derrière son compatriote Tadeusz Ślusarski, champion olympique avec  5,50 m.
Il remporte sa première victoire internationale majeure en début de saison 1977 en dominant tous ses adversaires lors des Championnats d'Europe en salle de Saint-Sébastien, en Espagne. Auteur de 5,51 m, il devance de plus de vingt centimètres le Finlandais Antti Kalliomaki. Le Polonais établit un nouveau record continental le 12 juin 1977 à Varsovie en s'envolant à 5,64 m, puis réédite cet exploit cinq jours plus tard, le 17 juillet, toujours à Varsovie, en passant la barre de 5,66 m, performance le situant à quatre centimètres seulement du record du monde de l'Américain Dave Roberts. Il s'adjuge par la suite le titre des Universiades d'été de Sofia avec un saut à 5,55 m, avant de se classer deuxième de la Coupe du monde des nations de Düsseldorf (5,55 m), sous les couleurs de l'équipe d'Europe, derrière l'Américain Mike Tully.
En 1978, Władysław Kozakiewicz remporte son quatrième titre de champion de Pologne, mais il échoue au pied du podium des Championnats d'Europe de Prague avec 5,45 m, devancé au nombre d'essais pour la médaille de bronze par le Finlandais Rauli Pudas. Début 1979, il décroche son deuxième titre continental en salle à l'occasion des Championnats d'Europe en salle de Vienne (5,58 m). À Mexico, il devient pour la deuxième fois consécutive champion du monde universitaire.

### Jeux olympiques de 1980

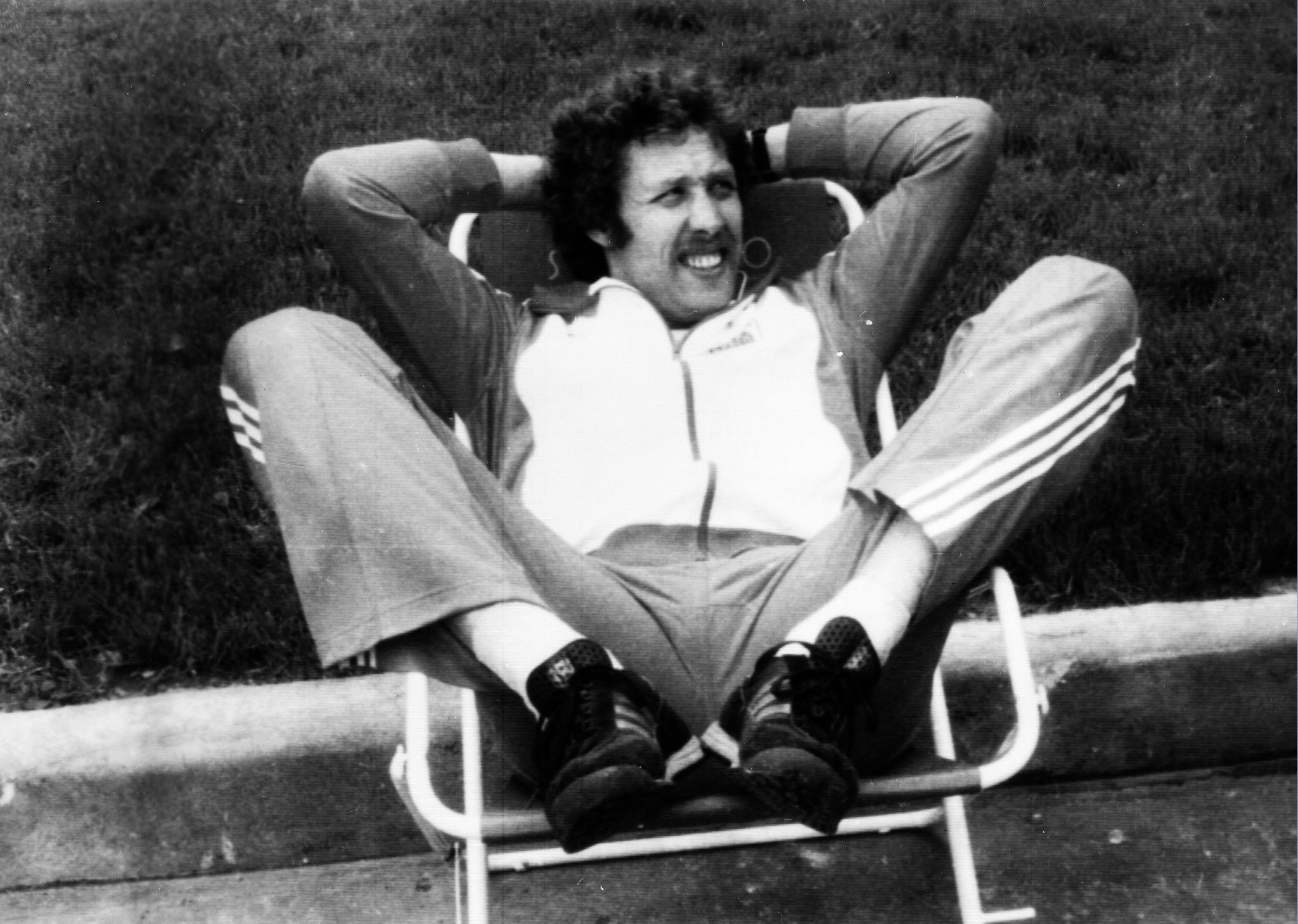
Władysław Kozakiewicz lors des JO de 1980 à Moscou.

Dépossédé de son record d'Europe en mai 1980 par le Français Thierry Vigneron qui franchit 5,66 m à Libourne, Władysław Kozakiewicz réplique dix jours plus tard à Milan en établissant un nouveau record du monde de la spécialité avec un saut à 5,72 m réussi à sa deuxième tentative.
Figurant parmi les favoris des Jeux olympiques de 1980, à Moscou, le Polonais livre un duel avec le Soviétique Konstantin Volkov mais prend la tête du concours en franchissant 5,65 m à son premier essai, en dépit d'un public hostile qui siffle abondamment chacune de ses tentatives. Après trois échecs successifs de Volkov, Kozakiewicz s'assure le titre olympique en effaçant une barre à 5,75 m, toujours à son premier essai.
Il conclut victorieusement son concours en franchissant à son deuxième essai la hauteur de 5,78 m, soit un centimètre de mieux que le record du monde établi deux semaines plus tôt par le Français Philippe Houvion. Immédiatement après son saut, le Polonais adresse un bras d'honneur à destination du public du Stade Loujniki qui n'a cessé de le conspuer durant le concours.
Konstantin Volkov et Tadeusz Slusarski se partagent la médaille d'argent avec 5,65 m.
L'image de ce geste fait le tour du monde, hormis au sein de l'Union soviétique et des pays du Bloc de l’Est, et suscite notamment la contestation de l'ambassadeur d'URSS en Pologne qui demande au Comité international olympique de retirer la médaille d'or de Kozakiewicz pour « insulte au peuple soviétique ». Le gouvernement polonais affirme quant à lui que le geste de l'athlète n'était que la conséquence d'un spasme musculaire. Le futur président du CIO, alors membre du comité exécutif, Juan Antonio Samaranch, essaie, aussi, de faire retomber la pression en assurant que c’est son geste signature et que c’est ainsi que le Polonais célèbre ses victoires. L’affaire sportive ne va pas plus loin. Kozakiewicz garde sa médaille et est élu sportif polonais de l'année 1980.
Sa célébrité franchit le rideau de fer et le cliché de ce bras d’honneur souriant fera le tour du monde.

### Après Moscou
Après Moscou, Władysław Kozakiewicz est victime de blessures. Le pouvoir communiste cherche à le pénaliser, par une disqualification ici et là, un retrait de passeport pour l’empêcher de sauter à l’étranger. Il est médaille de bronze, aux Championnats d’Europe en salle 1982. À l’occasion des premiers Mondiaux de l’histoire, à Helsinki en 1983, il ne fait pas mieux que huitième. Ses relations avec la fédération sont difficiles : « Ils voulaient toujours que je m'entraîne et que je sois en pleine forme – mais en même temps, je n'avais pas le droit de concourir et je ne gagnais pas du tout d'argent. […] À un moment, j'étais tellement malade de tout cela que je leur ai écrit une lettre officielle disant que je ne représenterais plus jamais la Pologne. »
En 1985, à la suite d'une menace de la fédération de réattribuer ses invitations à l'étranger, il part en République Fédérale d'Allemagne, à Hanovre. Il obtient même la nationalité allemande en 1986. Il obtient trois titres de champion d'Allemagne fédérale, qui s'ajoutent à ses dix titres de champion de Pologne.

### Reconversion
Il devient ensuite professeur de sport dans la ville de Elze en Basse-Saxe, puis habite à Bissendorf, près de Hanovre.
Il retourne en Pologne après la chute du rideau de fer. En 1998, il est élu conseiller municipal de Gdynia, en Pologne, sous l'étiquette de l'Alliance électorale Solidarité. Ensuite, membre du Parti paysan polonais, il se présente sans succès aux élections parlementaires de 2011.

## Palmarès

### International
| Date | Compétition                    | Lieu            | Place | Marque |
| ---- | ------------------------------ | --------------- | ----- | ------ |
| 1974 | Championnats d'Europe          | Rome            | 2e    | 5,35 m |
| 1975 | Championnats d'Europe en salle | Katowice        | 3e    | 5,30 m |
| 1976 | Jeux olympiques                | Montréal        | 11e   | 5,25 m |
| 1977 | Championnats d'Europe en salle | Saint-Sébastien | 1er   | 5,51 m |
| 1977 | Universiade                    | Sofia           | 1er   | 5,55 m |
| 1977 | Coupe du monde                 | Düsseldorf      | 2e    | 5,55 m |
| 1978 | Championnats d'Europe en salle | Milan           | 5e    | 5,40 m |
| 1978 | Championnats d'Europe          | Prague          | 4e    | 5,45 m |
| 1979 | Championnats d'Europe en salle | Vienne          | 1er   | 5,58 m |
| 1979 | Universiade                    | Mexico          | 1er   | 5,60 m |
| 1980 | Championnats d'Europe en salle | Sindelfingen    | 4e    | 5,50 m |
| 1980 | Jeux olympiques                | Moscou          | 1er   | 5,78 m |
| 1982 | Championnats d'Europe en salle | Turin           | 3e    | 5,60 m |
| 1983 | Championnats du monde          | Helsinki        | 8e    | 5,40 m |

### National
- Championnats de Pologne : vainqueur en 1973, 1976, 1977, 1978, 1979, 1981, 1984[8].
- Championnats d'Allemagne : vainqueur en 1986, 1987 et 1988[9].

### Distinctions
- Élu sportif polonais de l'année 1980.

## Records
Władysław Kozakiewicz améliore à deux reprises le record du monde du saut à la perche en plein air : 5,72 m le 11 mai 1980 à Milan puis 5,78 m le 1er août 1980 à Moscou. Il établit par ailleurs six records d'Europe de la discipline : 5,60 m le 20 juin 1975 à Varsovie, 5,62 m le 29 mai 1976 à Bydgoszcz, 5,64 m le 12 juin 1977 à Varsovie, 5,66 m le 17 juillet 1977 dans la même ville, puis ses deux records du monde qui établissent de fait des records européens.

### Records personnels
| Épreuve      | Performance | Lieu    | Date            |
| ------------ | ----------- | ------- | --------------- |
| En plein air | 5,78 m      | Moscou  | 1er août 1980   |
| En salle     | 5,70 m      | Toronto | 31 janvier 1986 |

### Meilleures performances par année
| Année | Marque | Date            | Lieu      | Rang |
| ----- | ------ | --------------- | --------- | ---- |
| 1974  | 5,38 m |                 |           | 8    |
| 1975  | 5,60 m | 20 juin 1975    | Varsovie  | 2    |
| 1976  | 5,62 m | 29 mai 1976     | Bydgoszcz | 3    |
| 1977  | 5,66 m | 17 juillet 1977 | Varsovie  | 1    |
| 1978  | 5,62 m |                 |           | 2    |
| 1979  | 5,61 m |                 |           | 3    |
| 1980  | 5,78 m | 1er août 1980   | Moscou    | 1    |